# Alysiinae
Sous-famille
Les Alysiinae sont une sous-famille d'insectes hyménoptères de la famille des Braconidae. Ce sont des parasites.

## Morphologie
- Mandibules bien développées, tournées vers l'extérieur (exodontes).
- Parfois aptère.

## Biologie
Les membres de la tribu des Dacnusinii parasitent quasi exclusivement des Agromyzidae et sont assez spécifiques. Dacnusa siberica est utilisé en lutte biologique en Europe en cultures sous serre.
Les membres de la tribu des Alysiini parasitent 25 familles différentes de Cyclorraphes : les Phaenocarpa parasitent des Anthomyiidae et des Scathophagidae. Les Alloea parasitent des Lonchopterides et les Gnathopleura parasitent les Muscoïdes calyptères.
Les membres de la tribu des Dacnusinii ont la 2e nervure cubitale absente.
Ils sont tous endoparasitoïdes larvaires solitaires de diptères Cyclorrhaphes. Beaucoup sont solitaires, mais les Aphaereta sont grégaires.

## Taxonomie
Selon BioLib (27 mai 2021) :
tribu Alysiini
- genre Anisocyrta Foerster, 1862
- genre Aspilota Foerster, 1862
- genre Chasmodon Haliday, 1838
- genre Dapsilarthra Foerster, 1862
- genre Orthostigma Ratzeburg, 1844
- genre Trisynaldis Fischer, 1958

tribu Dacnusini
- genre Amyras Nixon, 1943
- genre Chaenusa Haliday, 1839
- genre Chorebus Haliday, 1833
- genre Coelinius Nees von Esenbeck, 1818
- genre Coloneura Foerster, 1862
- genre Dacnusa Haliday, 1833
- genre Epimicta Foerster, 1862
- genre Exotela Foerster, 1862
- genre Laotris Nixon, 1943
- genre Polemochartus Schulz, 1911
- genre Synelix Foerster, 1862
- genre Agonia Foerster, 1862
- genre Alloea Haliday, 1833
- genre Alysia Latreille, 1804
- genre Angelovia Zaykov, 1980
- genre Aphaereta Foerster, 1862
- genre Aphanta Foerster, 1862
- genre Apronopa van Achterberg, 1980
- genre Aristelix Nixon, 1943
- genre Asobara Foerster, 1862
- genre Asyntactus Marshall, 1896
- genre Bobekia Niezabitowski, 1910
- genre Carinthilota Fischer, 1975
- genre Coelinidea Viereck, 1913
- genre Coloneurella van Achterberg, 1976
- genre Cratospila Foerster, 1862
- genre Dinotrema Foerster, 1862
- genre Eucoelinidea Tobias, 1971
- genre Eudinostigma Tobias, 1986
- genre Euphaenocarpa Tobias, 1975
- genre Grammospila Foerster, 1862
- genre Grandia Goidanich, 1936
- genre Heterolexis Foerster, 1862
- genre Idiasta Foerster, 1862
- genre Idiolexis Foerster, 1862
- genre Leptotrema van Achterberg, 1988
- genre Lodbrokia Hedqvist, 1962
- genre Mesocrina Foerster, 1862
- genre Panerema Foerster, 1862
- genre Pentapleura Foerster, 1862
- genre Phaenocarpa Förster, 1862
- genre Phasmalysia Tobias, 1971
- genre Protochorebus Perepetchayenko, 1997
- genre Protodacnusa Griffiths, 1964
- genre Pseudopezomachus Mantero, 1905
- genre Pterusa Fischer, 1958
- genre Regetus Papp, 1999
- genre Sarops Nixon, 1942
- genre Symphanes Foerster, 1862
- genre Synaldis Foerster, 1862
- genre Syncrasis Foerster, 1862
- genre Tanycarpa Foerster, 1862
- genre Tates Nixon, 1943
- genre Terebrebus Tobias, 1999
- genre Trachionus Haliday, 1833
- genre Trachyusa Ruthe, 1894

- Genres [réf. nécessaire]: 
  - Alloea
  - Alysia
  - Amyras Nixon (1 espèce)
  - Antrusa Nixon (1 espèce)
  - Aphaereta
  - Aspitola
  - Chaenusa Haliday (1 espèce)
  - Chorebus
  - Cratospila
  - Dacnusa Haliday (22 espèces)
  - Dapsilarthra
  - Exotela Förster (6 espèces)
  - Gnathopleura
  - Lepton (genre) Zetterstedt (7 espèces)
  - Phaenocarpa
  - Protochorebus Perepechayenko (1 espèce)
  - Protodacnusa Griffiths (5 espèces)
  - Sarops Nixon (1 espèce)
  - Synelix Förster (1 espèce)
  - Trachionus Haliday (= Symphya Förster)